# 目中无人2
目中无人2，又名目中无人：以眼还眼，2024年中国武侠动作电影，杨秉佳编剧并执导，谢苗、杨恩又主演，是2022年电影《目中无人》的续集。

## 梗概
该片讲述了盲眼捉刀人成瞎子（谢苗饰）偶然救下了惨遭灭门的张小渔（杨恩又饰），将其留在身边并教其本领，小渔则等待着时机准备复仇……

## 演出
| 演員 | 角色   | 介紹                         |
| 谢苗 | 成瞎子 | 捉刀人，以替朝廷缉凶领赏为生 |

## 外部連結
- 豆瓣电影上《目中无人2》的資料 （简体中文）